# 7,8-ジヒドロキシキヌレン酸-8,8a-ジオキシゲナーゼ
7,8-ジヒドロキシキヌレン酸-8,8a-ジオキシゲナーゼ（7,8-dihydroxykynurenate 8,8a-dioxygenase）は、トリプトファン代謝酵素の一つで、次の化学反応を触媒する酸化還元酵素である。
7,8-ジヒドロキシキヌレン酸 + O2 {\displaystyle \rightleftharpoons } 5-(3-カルボキシ-3-オキソプロペニル)-4,6-ジヒドロキシピリジン-2-カルボン酸
反応式の通り、この酵素の基質は7,8-ジヒドロキシキヌレン酸とO2、生成物は5-(3-カルボキシ-3-オキソプロペニル)-4,6-ジヒドロキシピリジン-2-カルボン酸である。補因子として鉄を用いる。
組織名は7,8-dihydroxykynurenate:oxygen 8,8a-oxidoreductase (decyclizing)で、別名に7,8-dihydroxykynurenate oxygenase、7,8-dihydroxykynurenate 8,8alpha-dioxygenaseがある。